# CryoSat-2

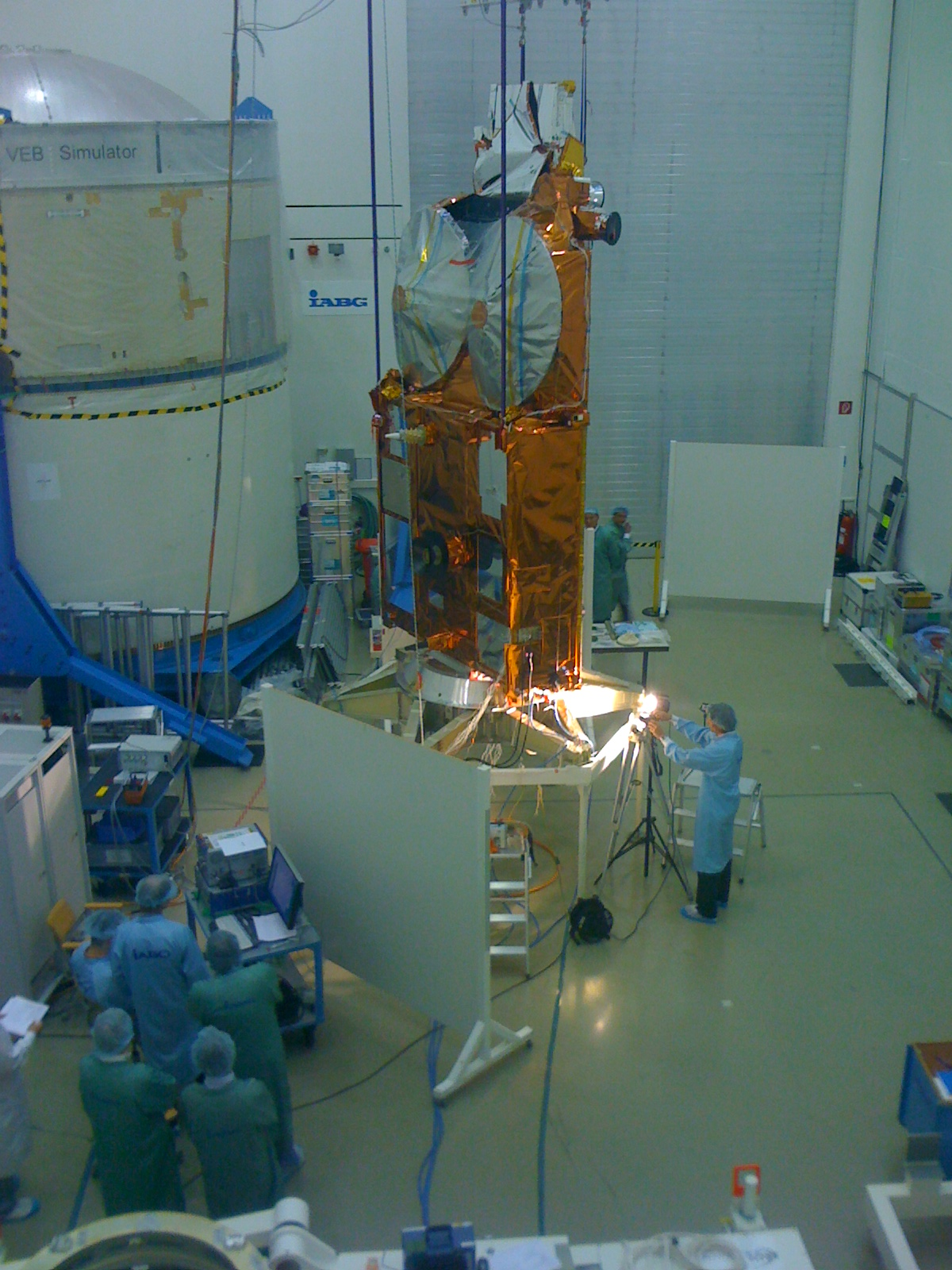
Prueba del satélite en Alemania.

Cryosat-2 es un proyecto de la Agencia Espacial Europea (ESA) que consta de un satélite de tecnología radar diseñado para el estudio de las regiones heladas de la tierra, de las variaciones en su superficie, del espesor del hielo, de su masa y de como varia ésta con el tiempo desde una altitud de poco más de 700 km y alcanzando latitudes de 88°, CryoSat-2 está monitoreando cambios precisos en el espesor de las capas de hielo polar y el hielo marino flotante. Las observaciones realizadas durante los tres años de vida de la misión proporcionarán pruebas concluyentes de las tasas a las que la capa de hielo puede estar disminuyendo es la primera misión europea dedicada a monitorizar los campos de hielo de la Tierra. Y la necesidad de un nuevo satélite viene dada porque los satélites que orbitaban en el momento, tanto los ópticos como los basados en radares de microondas, proporcionaban información sobre la extensión del hielo de la criosfera, donde los efectos del cambio climático resultan más evidentes, mostraban dónde se encuentra el hielo, pero no disponen de medios para estimar su masa con precisión, o para determinar cómo varía su masa con el tiempo la NASA utilizó el satélite ICESat el cual disponía de un sistema activo de medición por láser para estimar el espesor de las capas de hielo, pero su efectividad estaba limitada por las condiciones meteorológicas en la superficie de la Tierra y por los problemas con el láser, este satélite se encuentra inoperativo este proyecto comenzó en 2005 con la creación del satélite CryoSat, que se perdió debido a un problema con el lanzador que debía situarlo en órbita. Con lo que CryoSat-2 se convirtió en el segundo satélite dedicado a medir las variaciones en el espesor del hielo el satélite CryoSat-2 transporta el primer altímetro radar de su clase, capaz de superar las dificultades inherentes a la medición de la superficie del hielo desde el espacio. Este sofisticado Altímetro de Interferometría Radar SAR (SIRAL), éste es principal instrumento con el que cuenta y puede medir el espesor del hielo marino con una precisión de unos pocos centímetros y monitorizar cambios en el espesor de las grandes capas de hielo que cubren Groenlandia y la Antártida y puede analizar con precisión los bordes de estas capas, que es dónde se desprenden los icebergs el instrumento SIRAL envía miles de pulsos radar hacia la superficie de la Tierra cada segundo, y mide con precisión el tiempo que tarda en recibir los ecos. Gracias a que la posición del satélite en el espacio es conocida con una gran precisión, estos datos se pueden utilizar para trazar un mapa de la superficie del hielo a escala global con una precisión de unos pocos centímetros desde el punto de vista climático lo que interesa realmente es estudiar la región próxima a los bordes de las grandes masas de hielo, donde enormes glaciares se precipitan hacia el mar
CryoSat-2 - Directorio eoPortal - Misiones SatelitalesCryoSat-2 también lleva instalado a bordo un «Sistema Doppler de Orbitografía y Radiolocalización Integrada por Satélite» (DORIS), capaz de detectar y medir el efecto Doppler en las señales emitidas por una red de radiobalizas situadas en diferentes puntos del mundo, lo que permite determinar con precisión la órbita del satélite, con una precisión de milímetros, lo que en este caso es esencial para poder medir con precisión la altura de la superficie del hielo la misión utiliza dos técnicas diferentes para mejorar la visión del altímetro de CryoSat-2, una mejora la precisión del altímetro en la dirección longitudinal de su desplazamiento y la segunda mejora las medidas realizadas en dirección transversal CryoSat-2 fue lanzado el 25 de febrero de 2010 por la compañía espacial internacional Kosmotras, tiene un peso de unos 700 kg y orbita a 700 kilómetros de la superficie de la Tierra. Los datos generados por CryoSat-2 permitirán comprender mejor la dinámica de las masas de hielo, proporcionarán a la comunidad científica información de gran valor sobre esta variable y contribuirán a los estudios sobre el cambio climático. Cuando el satélite emite señal, ésta llega a la superficie del hielo ignorando la nieve, lo que da una precisiones excelentes. Para ayudar a calibrar lo más precisamente posible los instrumentos del satélite, el proyecto cuenta con equipos terrestres que realizan análisis del terreno en las zonas que es necesario, consiguiendo así datos correctos la misión Earth Explorer CryoSat de la ESA se dedica a medir el grosor del hielo marino polar y monitorear los cambios en las capas de hielo que cubren Groenlandia y la Antártida CryoSat-2 es la misión de oportunidad Earth Explorer de seguimiento en el programa Living Planet de la ESA. Reemplaza a CryoSat, que fue seleccionado para el desarrollo en 1999 y perdido como resultado de un fracaso de lanzamiento el 8 de octubre de 2005. La misión original de CryoSat fue propuesta por Duncan Wingham del University College London y un equipo científico internacional. Duncan Wingham es también el PI de la misión se prevé una duración nominal de la misión de tres años . En febrero de 2006, la ESA recibió luz verde de sus Estados miembros para construir y lanzar una misión de recuperación CryoSat, CryoSat-2,basada en los mismos objetivos que la misión CryoSat original. Sin embargo, el diseño del cryoSat-2 spacecrasft se está actualizando. Los cambios requeridos en el diseño de CryoSat-2 fueron examinados desde diciembre de 2006 hasta enero de 2007. se han aprobado un total de 85 mejoras/modificaciones en el diseño de CryoSat 2 . Una vez en órbita, se utilizará un algoritmo especial para convertir los datos recopilados por el satélite CryoSat-2 para crear mapas de hielo más precisos. La trayectoria de la órbita de CryoSat-2 significa que se enfrentará a temperaturas extremas.

## Misión
El visto bueno para construir y lanzar la segunda misión CryoSat llegó en febrero de 2006 después de la pérdida del primer satélite CryoSat en octubre de 2005 debido a una falla en el lanzador. El Centro de Control de Operaciones de Vuelo CryoSat-2 se encuentra en ESOC, Darmstadt, Alemania.

### Equipo de control de vuelo
Además de construir el nuevo satélite, se llevaron a cabo o se están llevando a cabo una serie de experimentos de campo para apoyar la misión CryoSat-2 en el Ártico. En paralelo a los esfuerzos en tierra, el Instituto Alfred Wegner volará sus aviones POLAR5 a través del sitio de hielo azul, comenzando justo antes de Navidad y terminando antes del Año Nuevo. El equipo de control de vuelo de CryoSat trabaja en una sala de control dedicada ubicada en ESOC. Todos en ESOC observaron con profunda decepción cómo la primera misión CryoSat, lanzada el 8 de octubre de 2005 en un lanzador Rockot, terminó en fracaso; CryoSat se perdió totalmente solo unos minutos después del lanzamiento y antes de que el Equipo de Control de Misión de ESOC tuviera la oportunidad de adquirir el satélite. Todos los elementos fueron revalidados y probados antes de la nueva fecha de lanzamiento, de modo que el Equipo de Control de Vuelo estuvo igualmente preparado como la última vez para ocuparse del comando y control, el mantenimiento del software a bordo y la planificación de la misión, así como la interfaz con otros equipos de ESOC, incluyendo Dinámica de Vuelo, Instalaciones en Tierra y Soporte de Software.CryoVEx 2008 . CryoVEx 2008 es una continuación de una serie de campañas anteriores que se centran en la recopilación de datos sobre las propiedades de la nieve y el hielo sobre la tierra y el mar. Ambos equipos son parte de un esfuerzo común para recopilar datos vitales en tierra y desde el aire en apoyo de la misión de hielo CryoSat-2 de la ESA. Los dos exploradores belgas de la expedición, Alain Hubert y Dixie Dansercoer, «pisaron» el hielo marino frente a la costa de Siberia el 1 de marzo de 2007, cada uno tirando de un trineo de 130 kg que contenía suministros y equipos. Una campaña paralela de científicos de Alemania, Noruega y el Reino Unido se está desarrollando en el archipiélago extremo norte de Svalbard, Noruega. Como parte de la campaña CryoVEx 2007 , pasan un mes haciendo mediciones de las propiedades de la nieve y el hielo a lo largo de largos transectos que atraviesan la superficie de la capa de hielo. Al comparar los datos aerotransportados con las mediciones terrestres, los científicos probarán y verificarán nuevos métodos para recuperar el cambio en el espesor del hielo de la misión del satélite CryoSat-2 antes del lanzamiento. Fue volado en marzo de 2004 sobre las extensiones de nieve y hielo de Svalbard.- La campaña CryoVEx 2006 tuvo lugar en abril/mayo de 2006 y consistió en actividades coordinadas en el aire y en tierra en apoyo de los objetivos de validación de CryoSat-2 en tres sitios de validación terrestre y una serie de experimentos de hielo sobre Alert / Isla Ellesmere, Canadá. El altímetro de radar D2P voló a bordo del avión NASA-P3 junto con los altímetros láser ATM para recopilar mediciones simultáneas de láser y altímetro de radar sobre el hielo terrestre y marino. Tal trabajo de tierra minucioso es necesario para poder medir el espesor del hielo hasta el nivel de un centímetro desde el espacio. Esto, a su vez, puede conducir a una mejor comprensión del impacto que el cambio climático está teniendo en los campos de hielo polar. Se llevaron a cabo muchas más campañas de CryoVEx a lo largo de la misión CryoSat-2 según lo dispuesto en el archivo ASIRAS en el eoPortal.

### Visión
Esto ha permitido un ahorro de costos muy significativo, pero plantea algunos problemas para la provisión de energía solar adecuada en la órbita inusual de CryoSat-2. El FCT en ESOC supervisa la planificación de la misión, el monitoreo del estado de la nave espacial, el control de la nave espacial, la determinación y el control de la órbita, la determinación y el control de la actitud y el mantenimiento del software a bordo, entre otros. Todas estas son tareas que son comunes a cualquier misión de órbita terrestre baja como CryoSat. El lanzamiento y la fase de órbita temprana, que duró tres días, llevaron al satélite a su modo de apuntamiento fino, en preparación para comenzar a encender la carga útil seguida de actividades de puesta en marcha.Richard Francis, Director de Proyectos de la ESA para CryoSat-2, comentó que, «Naturalmente, estamos decepcionados por este nuevo retraso. El satélite ya ha pasado más de seis meses en almacenamiento a la espera de una oportunidad de lanzamiento. Reiniciamos las actividades de prueba en abril con la esperanza de tener una carrera clara, pero desafortunadamente ahora tendremos que volver a poner el satélite en su contenedor durante unos meses más. Después de la decepción de perder el CryoSat original, incluso antes de que tuviéramos la oportunidad de contactarlo, estamos esperando ansiosamente este lanzamiento. » CryoSat-2 será el tercero de los satélites Earth Explorer de la ESA en órbita, después de la misión de gravedad GOCE en marzo, y la misión de agua SMOS, que se enviará al cosmódromo de Plesetsk en Rusia esta semana para su lanzamiento el 2 de noviembre.CryoSat-2 en la cámara de simulación solar« CryoSat será nuestra próxima misión Earth Explorer en el espacio y estoy orgulloso de que la ESA y sus Estados miembros hayan tardado solo cuatro meses en ponerse de acuerdo sobre la reconstrucción de la misión de hielo de la ESA después de la pérdida del satélite original en 2005».Hielo polar El satélite lleva el primer altímetro de radar de microondas para todo tipo de clima optimizado para detectar cambios en la elevación de ambos tipos de hielo. El instrumento central se llama SIRAL, abreviatura de SAR Interferometric Radar Altimeter tiene dos antenas de radar y explota el procesamiento de apertura sintética.

### Sistema
La estación terrestre - Kiruna la única estación terrestre de rutina para CryoSat se encuentra en la estación ESA/ESTRACK en Kiruna, en el norte de Suecia segmento terrestre y sistema de control de misión el segmento terrestre CryoSat-2 en ESOC está utilizando el sistema de control de misión SCOS-2000. Un aspecto importante del segmento terrestre CryoSat-2 es que ha sido diseñado para operaciones con un bajo nivel de mano de obra. La plataforma y la carga útil la carga útil principal de CryoSat-2 es el altímetro de radar SAR / interferométrico , que tiene capacidades extendidas para cumplir con los requisitos de medición para la elevación de la capa de hielo y la tabla libre de hielo marino. CryoSat-2 también lleva tres rastreadores de estrellas para medir la orientación de la línea de base. Además, un receptor de radio llamado Doppler Orbit and Radio Positioning Integration by Satélite y un pequeño retro reflector láser aseguran que la posición de CryoSat-2 será rastreada con precisión. La nave espacial CryoSat-2 está siendo construida e integrada por EADS Astrium GmbH de Friedrichshafen, Alemania, como contratista principal de un consorcio. La estructura de la nave espacial consiste en un largo cuerpo rectangular de plataforma principal, coronado por paneles solares fijos en forma de tienda de campaña. La nave espacial no tiene apéndices desplegables ni ninguna otra parte móvil, excepto las válvulas del propulsor. La nave espacial está estabilizada en 3 ejes. Se elige una ligera actitud de nariz hacia abajo del S/C para asegurar una corrección de actitud mínima debido a perturbaciones de gradiente de gravedad. La generación de energía de la nave espacial es proporcionada por dos paneles solares GaAs de triple unión con una eficiencia del 27,5% , cada panel proporciona una potencia de 850 W a la incidencia solar normal. La energía es almacenada por una batería de iones de litio Conocimiento de apuntamiento cruzado de alta precisión de < 10 segundos de arco para el modo SARIn .
- Un sistema de gas frío para control de actitud y maniobras de transferencia y mantenimiento de órbita, 16 propulsores de control de actitud y 4 propulsores de control de órbita .
- Un conjunto de tres cabezales de seguimiento estelar que proporcionan una determinación autónoma de la actitud inercial para la nave espacial. En su modo de adquisición, que tarda de 2 a 3 segundos, el rastreador de estrellas calcula una actitud gruesa haciendo coincidir los patrones triangulares de las estrellas con los patrones almacenados en su catálogo. Posteriormente, en el modo de actualización de actitud calcula la actitud precisa a una velocidad de 1,7 Hz. La actitud del rastreador de estrellas sirve también como referencia para determinar la orientación de la línea de base interferométrica SIRAL. El deflector del rastreador de estrellas ha sido diseñado para cumplir con el ángulo de exclusión solar requerido de 30 y el ángulo de exclusión de la luna de 25. Estos ángulos de exclusión aseguran, junto con el alojamiento del rastreador estelar en el banco de la antena, que durante toda la misión el sol y la luna solo pueden cegar una cabeza del rastreador estelar en cualquier momento
.
| Parámetro                              | Requisito | Estado MRS        |
| Configuración                          | modo de 3 ejes, velocidad o integración (una configuración mecánica y electrónica optimizada)                        | DE ACUERDO        |
| Masa del instrumento                   | < 0,75 kg (arquitectura electrónica y mecánica acorde con el detector MEMS)                                          | 0,745 kg          |
| Consumo de energía (nominal)           | < 3,5 W | 5,4 W             |
| Estabilidad de sesgo (3σ), ΔΤ < ±10 °C | De 5 a 10°/h durante 24 horas (esto representa una mejora del factor 10 en los mejores dispositivos MEMS existentes) | 10-20°/h          |
| Caminata aleatoria angular             | < 0,2°/h1/2 | 0,04º/h1/2        |
| Gama                                   | Hasta 20°/s | DE ACUERDO        |
| Interfaz                               | RS-422, SpaceWire, analógico                                                                                         | RS-422, analógico |
| Misión                                 | 18 años en GEO (esto requirió una implementación reforzada por radiación y electrónica libre de ITAR)                | DE ACUERDO        |

| Dimensiones de la nave espacial          | 4,60 m x 2,34 m x 2,20 m |
| Masa de la nave espacial                 | 720 kg (incluidos 37 kg de combustible) |
| Potencia de la nave espacial             | 2x paneles solares gaas montados en el cuerpo, con 850 W cada uno a incidencia solar normal; Batería de iones de litio de 78 Ah                           |
| Actitud                                  | Apuntamiento local-normal estabilizado de 3 ejes, con actitud de 6° de nariz hacia abajo, utilizando magneto-torqueres y propulsores de gas frío de 10 mN |
| Volumen de datos                         | 320 Gbit/día |
| Almacenamiento de datos a bordo          | Uso de 256 Gbit de SSR (Solid State Recorder) |
| Vida útil del diseño de naves espaciales | 3,5 años (objetivo de 5,5 años) |

## Hielo marino costero
La investigación basada en datos de espesor de hielo de las misiones CryoSat y Envisat de la ESA junto con un nuevo modelo de nieve ha revelado que el hielo marino en las regiones costeras del Ártico puede estar adelgazando dos veces más rápido de lo que se pensaba. Medición del francobordo del hielo marino los científicos ajustan este efecto utilizando un mapa de la profundidad media de la nieve basado en mediciones históricas de campo, pero este mapa ahora está desactualizado y no tiene en cuenta el impacto del cambio climático en las nevadas del Ártico y las variaciones regionales de la profundidad de la nieve. Un artículo, publicado recientemente en The Cryosphere describe cómo los investigadores cambiaron el antiguo mapa de la profundidad de la nieve por los resultados de un nuevo modelo informático que calcula la profundidad y la densidad de la nieve utilizando entradas como la temperatura del aire, las nevadas y el movimiento del hielo para rastrear cuánta nieve se acumula en el hielo marino a medida que se mueve alrededor del Océano Ártico. Al combinar los resultados del modelo de nieve con las observaciones de radar de CryoSat y Envisat, estimaron la tasa general de disminución del espesor del hielo marino en el Ártico, así como la variabilidad del espesor del hielo marino de un año a otro. Llegaron a la conclusión de que el hielo marino en las regiones costeras clave del Ártico se está adelgazando a un ritmo de 70-100% más rápido de lo que se pensaba. sobre hielo fino «Esperamos que este trabajo se pueda utilizar para evaluar mejor el rendimiento de los modelos climáticos que pronostican los efectos del cambio climático a largo plazo en el Ártico, una región que se está calentando a tres veces la tasa global, y cuyos millones de kilómetros cuadrados de hielo son esenciales para mantener el planeta fresco». Además de las consecuencias para los mecanismos de retroalimentación en la forma en que funciona el clima de la Tierra, el adelgazamiento del hielo marino en los mares costeros del Ártico tiene implicaciones para la actividad humana en la región, tanto en términos de transporte marítimo a lo largo de la Ruta del Mar del Norte, como de extracción de recursos del fondo marino como petróleo, gas y minerales. Este estudio confirma aún más la importancia clave de mejorar nuestra capacidad de monitorear simultáneamente la profundidad de la nieve y el cambio de espesor del hielo marino sobre el Ártico, que es un objetivo principal de CRISTAL, una de las futuras misiones de expansión de Copernicus.

### Variabilidad
La escorrentía de la capa de hielo de Groenlandia ha aumentado en las últimas décadas afectando el nivel global del mar, la circulación oceánica regional y los ecosistemas marinos costeros, y ahora representa la mayor parte del desequilibrio de masa contemporáneo. Aquí, utilizamos la altimetría satelital CryoSat-2 para producir mediciones directas de la variabilidad de la escorrentía de Groenlandia, basadas en los cambios estacionales en la elevación de la superficie de la capa de hielo. Al ajustar la divergencia en estado estacionario del hielo, estimamos que la escorrentía fue de 357 58 Gt / año en promedio, en estrecha concordancia con las simulaciones de modelos climáticos regionales .Las capas de hielo se ven afectadas por la atmósfera a través de una variedad de procesos de balance de masa superficial , principalmente nevadas y escorrentía, y también pierden masa en los océanos a través de la descarga de glaciares. La capa de hielo de Groenlandia ha perdido masa en las últimas décadas porque la descarga de hielo ha excedido su SMB1,2, contribuyendo con un estimado de 10,8 0,9 mm al nivel mundial del mar desde 19923. Además de elevar el nivel global del mar, la escorrentía de la capa de hielo también suministra agua dulce al océano regional. Aunque las estaciones meteorológicas automáticas proporcionan mediciones puntuales de los componentes de las PYMES17,18 y las observaciones por satélite pueden vigilar las tendencias en la extensión de la fusión de la superficie19, modelos climáticos regionales han sido la principal fuente de estimaciones de escorrentía en toda la capa de hielo. Porque la PYME de Groenlandia sigue un fuerte ciclo estacional23 con la ablación neta y la acumulación neta confinadas a los meses de verano e invierno, respectivamente, las mediciones del cambio de elevación de la capa de hielo ofrecen la oportunidad de monitorear cada proceso. Al mismo tiempo, los cambios en la elevación de la capa de hielo derivados de los procesos de pymes y firn solos también se han reconstruido utilizando MCR y modelos de densidad de firn. 28,29, y los modelos de altimetría satelital y densidad de fin se han combinado para dividir los cambios de elevación de la capa de hielo en señales debido a procesos meteorológicos y dinámicos del hielo. En este estudio, utilizamos la altimetría de radar CryoSat-2 para separar los cambios de elevación a largo plazo y estacionales en la zona de ablación de la capa de hielo de Groenlandia entre 2011 y 2020, para medir directamente la escorrentía a escala de la capa de hielo de Groenlandia y caracterizar su reciente variabilidad interanual. Cambio de elevación de la capa de hielo se utilizaron 51 millones de mediciones de altímetro CryoSat-2 adquiridas entre enero de 2011 y octubre de 2020 para calcular el cambio de elevación de la superficie en la capa de hielo de Groenlandia. A partir de estos datos, calculamos las tendencias lineales en la elevación utilizando un método de ajuste del modelo25,26 se aplicó dentro de 5 celdas de cuadrícula de 5 km para separar las fluctuaciones de elevación que evolucionan a lo largo del tiempo de las resultantes de la topografía local y las variaciones temporales en la retro dispersión del radar . Para evaluar la precisión de las tendencias de elevación de CryoSat-2, las comparamos con 15,380 estimaciones contemporáneas e independientes determinadas a partir de altimetría láser en el aire. El adelgazamiento se concentra en el margen de la capa de hielo, de acuerdo con los hallazgos de encuestas anteriores. Se sugirieron que una banda sin cambio de elevación justo tierra adentro del margen de la capa de hielo en el suroeste se debe a la formación de losas de hielo de baja permeabilidad que se han identificado en altimetría láser aerotransportada y RCM. Además de las tendencias de elevación, también calculamos la evolución variable en el tiempo de la altura de la superficie promediándolas anomalías de elevación cuadriculadas mensuales a intervalos de 60 días . Las incertidumbres de elevación variables en el tiempo se estiman como el error estándar promedio de las mediciones de elevación agregadas, y las acumulamos a lo largo del tiempo en cuadratura asumiendo que no están correlacionadas temporalmente. Los contornos púrpuras representan áreas de desequilibrio dinámico a largo plazo, a partir de imágenes ópticas repetidas48,49 y tendencias dinámicas de elevación determinadas a partir de la altimetría satelital y el Modelo de Densificación Firn del Instituto de Investigación Marina y Atmosférica de Utrecht . tasas medias de variación de elevación durante mayo-agosto y entre 2011 y 2020. Los contornos púrpuras representan la extensión de la zona de ablación de la capa de hielo utilizada en este estudio. c Tasas medias de variación de elevación durante septiembre-abril entre 2011 y 2020. Serie temporal de cambio de elevación derivada de la altimetría CryoSat-2 y el Modelo de Densificación Firn del Instituto de Investigación Marina y Atmosférica de Utrecht para la zona de ablación de la capa de hielo entre enero de 2011 y octubre de 2020.Definición de facies de capa de hielo y cuencas principales de drenaje y subcuencas 39 utilizado en este estudio. También simulamos el cambio de elevación de la superficie de la capa de hielo debido a la compactación de firn y los procesos de SMB utilizando el Modelo de Densificación Firn del Instituto de Investigación Marina y Atmosférica de Utrecht 28,29, forzado por el RCM RACMO2.3p220 . Para examinar los cambios de elevación asociados con diferentes procesos meteorológicos, utilizamos RACMO2.3p220 simulaciones para definir las extensiones espaciales de la ablación de la capa de hielo, la escorrentía y las zonas de nieve seca. La zona de nieve seca se toma como los 802 350 km², área para la cual no surge escorrentía en la mayoría de los años, y excluye la zona de percolación donde el agua de deshielo se filtra y se vuelve a congelar dentro de la capa de nieve. El ciclo estacional de derretimiento y nevadas En escalas de tiempo sabanales, los cambios en la elevación de la superficie de la capa de hielo en Groenlandia están dominados por el ciclo estacional de escorrentía en verano y nevadas en invierno . Aprovechamos esta característica distintiva calculando las tasas estacionales promedio de cambio de elevación entre 2011 y 2020 ajustando las tendencias lineales por partes a las series temporales del altímetro en verano e invierno . En promedio, la zona de ablación se adelgazó en 2,80 0,47 m/año en verano y se engrosó en 1,18 0,39 m/año en invierno. El adelgazamiento del verano aumenta hacia el margen de la capa de hielo y es más grande y más extendido en el oeste y suroeste, donde las temperaturas de la superficie son más altas. En general, el adelgazamiento de verano ha superado con creces el engrosamiento invernal en toda la zona de ablación, que ha experimentado un adelgazamiento neto promedio de 6,12 0,38 m durante este período de diez años como resultado . A través de la zona de ablación, donde la densidad a la que se producen las fluctuaciones de elevación está bien restringida, las tendencias de elevación IMAU-FDM y CryoSat-2 están en un acuerdo notablemente cercano en escalas de tiempo interanuales y estacionales . Durante el período común a ambos conjuntos de datos, los cambios de elevación promedio por época en la zona de ablación están fuertemente correlacionados en ambos veranos e invierno , y concordar dentro de 23 cm en general . Para completar, incluimos la Cuenca 4 aquí, pero la excluimos de nuestras estadísticas reportadas, porque la zona de ablación allí es estrecha. Esta nueva investigación en particular, que se basa en mediciones de la misión CryoSat de la ESA, muestra que los eventos extremos de derretimiento del hielo en Groenlandia se han vuelto más frecuentes y más intensos en los últimos 40 años, elevando el nivel del mar y el riesgo de inundaciones en todo el mundo. Solo en la última década, 3,5 billones de toneladas de hielo se han derretido de la capa de hielo de Groenlandia y se han derramado en el océano. La investigación fue financiada por la ESA como parte de su proyecto Polar+ Surface Mass Balance Feasibility y utilizó mediciones de la misión de hielo CryoSat de la Agencia, y es el primer estudio que utiliza datos satelitales para detectar la escorrentía de la capa de hielo desde el espacio. « Preocupantemente, un tercio de este total se produjo en solo dos años separados, en 2012 y 2019, dos veranos calurosos en los que el clima extremo llevó a niveles récord de derretimiento del hielo no vistos en los últimos 40 años. El aumento del nivel del mar causado por el derretimiento del hielo aumenta el riesgo de inundaciones para las comunidades costeras de todo el mundo y altera los ecosistemas marinos del Océano Ártico de los que dependen las comunidades indígenas para alimentarse. Durante la última década, la escorrentía de Groenlandia ha promediado 357 mil millones de toneladas por año, alcanzando un máximo de 527 mil millones de toneladas de hielo derretido en 2012, cuando los cambios en los patrones atmosféricos causaron que el aire inusualmente cálido se asentara sobre gran parte de la capa de hielo. Los cambios están relacionados con eventos climáticos extremos, como las olas de calor, que se han vuelto más frecuentes y ahora son una de las principales causas de la pérdida de hielo de Groenlandia debido a la escorrentía que producen. Sabemos que establecer y cumplir objetivos significativos para reducir las emisiones podría reducir las pérdidas de hielo de Groenlandia en un factor de tres, y todavía hay tiempo para lograrlo«. Estas primeras observaciones de la escorrentía de Groenlandia desde el espacio también se pueden utilizar para verificar cómo los modelos climáticos simulan el derretimiento de la capa de hielo, lo que, a su vez, permitirá mejorar las predicciones de cuánto elevará Groenlandia el nivel global del mar en el futuro a medida que los fenómenos meteorológicos extremos se vuelvan más comunes. «Esta predicción tiene un amplio rango, en parte debido a las incertidumbres asociadas con la simulación de procesos complejos de derretimiento del hielo, incluidos los asociados con el clima extremo. Estas nuevas estimaciones espaciales de la escorrentía nos ayudarán a comprender mejor estos complejos procesos de derretimiento del hielo, mejorarán nuestra capacidad para modelarlos y, por lo tanto, nos permitirán refinar nuestras estimaciones del futuro aumento del nivel del mar». » Finalmente, el estudio muestra que los altímetros satelitales de órbita polar pueden proporcionar estimaciones instantáneas del derretimiento del hielo de verano, lo que respalda los esfuerzos para expandir la capacidad hidroeléctrica de Groenlandia, y la ambición de Europa de lanzar la misión Copernicus Sentinel Expansion CRISTAL para finalmente suceder a CryoSat. » «Mirando más hacia el futuro, la misión de expansión Copernicus Sentinel CRISTAL asegurará que el hielo vulnerable de la Tierra sea monitoreado en las próximas décadas. » .

### Lanzamiento exitoso
Desde su órbita polar, CryoSat-2 enviará datos que conducirán a nuevos conocimientos sobre cómo el hielo está respondiendo al cambio climático y el papel que desempeña en nuestro «sistema terrestre». El lanzamiento de CryoSat-2 marca un logro significativo para el programa de observación de la Tierra de la ESA y eleva a tres el número de sus satélites Earth Explorer puestos en órbita, todos habiendo sido lanzados en poco más de 12 meses. El satélite se encuentra en órbita polar, alcanzando latitudes de 88°. La combinación de la tecnología a bordo y una órbita polar proporcionará evidencia para mejorar nuestra comprensión de la relación entre el hielo y el clima.
Ahora que CryoSat-2 está en órbita de forma segura, el Equipo de Control de Misión del Centro Europeo de Operaciones Espaciales de la ESA en Darmstadt, Alemania, está ocupado con la crítica «Fase de lanzamiento y operaciones tempranas». para demostrar la viabilidad de la misión y definir los conceptos generales. En mayo de 2001, la misión fue aprobada por la Junta del Programa de Observación de la Tierra para pasar a la fase de desarrollo completo. Posteriormente, la pila de etapas de lanzamiento y CryoSat siguieron una trayectoria balística que volvió a entrar en la atmósfera a unos 5 km/s. Un grupo internacional de científicos ha cambiado sus cómodas oficinas por uno de los entornos más inhóspitos del planeta para llevar a cabo una desafiante campaña de campo que se considera clave para garantizar que los datos entregados por la misión de hielo CryoSat de la ESA sean lo más precisos posible. CryoVEx 2008 es una continuación de una serie de campañas anteriores que se centran en la recopilación de datos sobre las propiedades de la nieve y el hielo sobre la tierra y el mar. Los datos recopilados durante las campañas permitirán más tarde a los científicos interpretar con precisión las variaciones en el espesor del hielo con el tiempo, que serán medidos por la misión Earth Explorer CryoSat. La campaña incluye un experimento único en el norte de Groenlandia, donde se supone que el hielo «frío» es similar a grandes partes de la Antártida. Un segundo Twin-Otter se está utilizando para posicionar a los científicos del Reino Unido y Canadá en la capa de hielo de Groenlandia, Devon Ice Cap and Alert y los aviones militares estadounidenses y canadienses se ponen en acción para transportar combustible a la estación de Alert y a los científicos. «Uno de los experimentos clave será adquirir mediciones coincidentes en el aire y en helicóptero sobre el hielo marino», dice René Forsberg, del Centro Espacial Nacional Danés, responsable del programa aerotransportado. «En dos campañas anteriores hemos tenido solo un éxito parcial y realmente nos gustaría saber si esta nueva actividad experimental es posible y puede contribuir a la validación de los datos de CryoSat sobre el hielo marino». Lanzado en 2009, CryoSat-2 está específicamente dirigido a avanzar en nuestra comprensión de la cubierta de hielo polar y su respuesta al cambio climático.CryoSat-2 medirá las fluctuaciones en el espesor del hielo tanto en tierra como flotando en el mar para proporcionar una imagen clara de la influencia que el cambio climático está teniendo en las masas de hielo polar de la Tierra. Como la señal CryoSat es sensible a las variaciones en las propiedades de la nieve y el hielo, es crucial comprender y luego corregir los cambios que ocurren naturalmente para que las tendencias a largo plazo se puedan determinar con la mayor precisión posible. Esto incluye volar una versión aerotransportada del altímetro de radar CryoSat-2 y un altímetro láser para tomar medidas de hielo mientras los equipos en tierra toman medidas a medida que el avión pasa. « El conocimiento adquirido con mediciones locales se extrapola a una escala global para predecir la influencia de las propiedades de la nieve y el hielo en las mediciones de CryoSat-2 desde el espacio» .Ya a la mitad de la campaña, ya se ha recopilado con éxito una gran cantidad de datos y los científicos esperan completar la campaña con el conocimiento de que su arduo trabajo contribuirá en gran medida a ayudar a la misión CryoSat a alcanzar su objetivo de medir el cambio en el espesor del hielo con una precisión sin precedentes. La idea de una Navidad blanca puede parecer mágica para muchos de nosotros, pero pensemos en un equipo de científicos que renuncian a la temporada festiva para participar en una nueva campaña que se está llevando a cabo en una de las regiones más inhóspitas de la Tierra para apoyar la misión de hielo CryoSat de la ESA. Científicos alemanes de la Universidad Técnica de Dresde y el Instituto Alfred Wegener están pasando hasta cuatro meses aventurándose en los vastos confines congelados de lo que se conoce como la región de «hielo azul» cerca de la base aérea rusa Novo en Dronning Maud Land en la Antártida. Con la disminución de la capa de hielo convirtiéndose rápidamente en una realidad, la misión CryoSat-2 de la ESA ha sido diseñada para medir la tasa exacta de cambio en el grosor tanto del hielo que flota en los océanos como de las capas de hielo en tierra. Para medir el espesor del hielo marino relativamente delgado, así como para inspeccionar la superficie de las capas de hielo que tienen kilómetros de espesor, se requiere instrumentación especializada y métodos de procesamiento de datos. «La región de hielo azul es un área única para la calibración y validación de CryoSat», dice el profesor Reinhard Dietrich de la Universidad de Dresde, quien dirige el proyecto para la Universidad. «Debido a que la superficie es esencialmente hielo pulido, la señal de radar CryoSat desde el espacio se reflejará directamente en la superficie, sin penetrar en la nieve. Esto nos dará una comprensión mucho mejor de la precisión de la medición de la altura de la superficie cryoSat, que es fundamental para hacer estimaciones del cambio en la masa total de las capas de hielo a través de las mediciones del altímetro». Actualmente, un grupo compuesto por dos científicos de la Universidad Técnica de Dresde, Axel Ruelke y Franziska Kube, están en el hielo, tomando minuciosamente mediciones de la altura de la superficie utilizando sofisticados equipos GPS remolcados por motos de nieve.
En paralelo a los esfuerzos en tierra, el Instituto Alfred Wegner volará sus aviones POLAR5 a través del sitio de hielo azul, comenzando justo antes de Navidad y terminando antes del Año Nuevo. «La campaña Antártica 2008 en la región de hielo azul nos ayudará a comprender mejor cómo las señales de radar CryoSat interactúan con la superficie del hielo y, en última instancia, ayudará a prepararnos para las evaluaciones de precisión críticas requeridas para la misión CryoSat una vez que se lance. » . Ambos equipos, sin embargo, son actualmente parte de un esfuerzo común para recopilar datos vitales en tierra y desde el aire en apoyo de la misión de hielo CryoSat-2 de la ESA. La misión CryoSat-2, cuyo lanzamiento está previsto para 2009, proporcionará información altamente precisa sobre los cambios en los espesores del hielo marino y terrestre en todas las regiones polares norte y sur, y al hacerlo ayudará a abordar preguntas clave sobre el impacto del cambio climático en el medio ambiente polar. La misión es un tour de force técnico si se da un paso atrás y se considera que el satélite viajará a más de 23.000 kilómetros por hora a 717 kilómetros sobre la superficie de la Tierra y, sin embargo, medirá los cambios en el espesor del hielo hasta unos pocos centímetros por año utilizando su sofisticado altímetro de radar SIRAL. Los dos exploradores belgas de la expedición, Alain Hubert y Dixie Dansercoer, «pisaron» el hielo marino frente a la costa de Siberia el 1 de marzo de 2007 y hasta ahora han cubierto la asombrosa cifra de 2.500 km cada uno tirando de un trineo de 130 kg que contenía suministros y equipos. Estos datos, a su vez, serán utilizados por los científicos para evaluar qué tan bien se pueden predecir las condiciones de la nieve utilizando los modelos climáticos existentes, así como las entradas a los métodos para mejorar la precisión de los mapas CryoSat-2 del espesor del hielo marino. «Estamos haciendo un buen progreso», dijo Alain Hubert cuando fue contactado en su tienda de campaña en el hielo con su teléfono satelital hace unos días. El jueves 12 de abril, un grupo de ocho científicos fueron transportados en helicóptero a la remota capa de hielo de Austfonna. Como parte de la campaña CryoVex 2007, pasarán un mes haciendo mediciones de las propiedades de la nieve y el hielo a lo largo de largos transectos que atraviesan la superficie de la capa de hielo.«Actualmente estamos trasladando a nuestro equipo del depósito en la parte inferior de la capa de hielo de Austfonna a la cumbre para que podamos comenzar nuestras mediciones terrestres y apoyar la adquisición aérea», dijo Jon Ove Hagen cuando fue contactado el lunes 16 de abril. Al comparar los datos aerotransportados con las mediciones terrestres, los científicos probarán y verificarán nuevos métodos para recuperar el cambio en el espesor del hielo de la misión del satélite CryoSat-2 antes del lanzamiento. El trabajo aéreo continuará hasta el 24 de abril y los equipos de tierra permanecerán en la capa de hielo hasta principios de mayo. Cuando la campaña llegue a su fin, el desafío será analizar los grandes volúmenes de datos para caracterizar y mejorar las mediciones de CryoSat-2 de las superficies de hielo cambiantes. Es solo a través de un trabajo tan minucioso que se puede lograr el desafío de medir el espesor del hielo hasta el nivel de centímetro desde el espacio y, a su vez, conducir a una mejor comprensión del impacto que el cambio climático está teniendo en los campos de hielo polar.Sin embargo, la decisión de reconstruir CryoSat y recuperar la misión incluye precisamente ese objetivo. El satélite CryoSat-2 reemplaza a CryoSat, que se perdió como resultado de la falla del lanzamiento en octubre de 2005. Con el cambio climático provocando la amenaza de retroceder la capa de hielo, la necesidad de comprender hasta qué punto esto puede estar sucediendo es aún más relevante hoy que cuando se seleccionó el primer CryoSat para su desarrollo en 1999. La pérdida del CryoSat original le impidió contribuir a este esfuerzo, pero la explotación de CryoSat-2 se beneficiará del IPY. Programado para su lanzamiento en 2009, CryoSat-2 medirá las fluctuaciones en el espesor del hielo tanto en tierra como en mar para proporcionar evidencia concluyente sobre si realmente hay una tendencia hacia la disminución de la capa de hielo. Además, dado que el hielo juega un papel tan importante en el sistema de la Tierra, la predicción del clima futuro y el nivel del mar depende de los datos que CryoSat-2 realizará. En el año transcurrido desde el visto bueno para construir CryoSat-2, se ha logrado mucho y el proyecto acaba de pasar un hito importante, que es la Revisión Crítica del Diseño durante la cual se analizaron todos los cambios en el diseño. « Después del fracaso del lanzamiento, logramos organizarnos bastante rápido para que cuando obtuviéramos el visto bueno para CryoSat-2 supiéramos exactamente qué hacer. Hasta ahora todo está encaminado y esperamos que eso continúe, de modo que a finales de 2007 nuestro querido CryoSat esté casi completamente reensamblado». En apoyo del proyecto CryoSat-2, tomarán valiosas mediciones de la profundidad de la nieve a lo largo de su viaje. Estas mediciones son extremadamente útiles para ayudar a validar la técnica que se utilizará para convertir las mediciones de radar de CryoSat-2 en datos precisos de espesor de hielo. La determinación de CryoSat-2 del espesor del hielo marino depende de la medición de su francobordo, o de qué tan alto sobre la superficie del mar flota. El tipo de datos que Hubert y Dansercoer recopilarán durante su caminata contribuirá a la validación de los esquemas que se utilizarán para estimar la cantidad de nieve durante la vida útil de CryoSat-2. Como parte de la campaña de validación cryoSat-2, los científicos también se dirigirán al hielo en Svalbard a mediados de abril para llevar a cabo el componente 2007 del experimento de validación CryoSat-2 . Esta campaña continúa una serie iniciada para CryoSat y que también se complementará con más experimentos a medida que se exploren las complejidades restantes en la explotación de los datos de CryoSat.